# 湯化竜
湯 化竜（とう かりゅう）は、清末民初の政治家。清末の立憲派の有力指導者で、民初には安徽派の有力政客となった。字は済武。弟は、後に湖南都督を務めた湯薌銘。

## 事跡

### 立憲派としての活動
1897年（光緒23年）、黄州経古書院を卒業する。光緒28年（1902年）秋に挙人となった。1904年（光緒30年）、甲辰科進士となる。その後、山西大学堂の国文教習に任命された。1906年（光緒32年）、日本へ留学して法政大学で法学を学んだ。また、この時期に法政学交通社という団体の組織に参与している。
1908年（光緒34年）に帰国し、湖北省に戻って地方自治準備の事務に携わり、咨議局籌弁処参事に任命された。1909年（宣統元年）、咨議局副議長に当選し、さらに第1回常会後に議長に選ばれた。以後、湯化竜は立憲派として国会の早期開会を目指す。
1910年（宣統2年）8月に開かれた各省咨議局連合会第1回会議で議長をつとめ、第3次国会開会請願を提出した。11月4日、清朝は1913年（宣統3年）の国会開会に同意したが、湯は満足できなかった。そこで、譚延闓（湖南代表）、蒲殿俊（四川代表）らとともに翌年の開会を求め、第4次請願を行う。しかし、請願を行った代表に対して清朝は弾圧し、湯は失望して湖北に帰った。
1911年（宣統3年）5月に慶親王の「皇族内閣」が成立すると、湯化竜はこれを批判するために、北京の各省咨議局連合会第2回会議に参加した。さらに、各省咨議局連合会は立憲君主制の設立を目指す「憲友会」を組織し、湯はその中心人物となった。
同年10月10日に発生した武昌起義では、湯化竜は当初非協力的であった。しかし、革命成功の機運が高まると、湯は実権掌握に動き、黎元洪の下で政事部長など有力ポストを獲得した。革命派はこれに不満を持ち、結局、湯は湖北省の権力争いで駆逐されてしまう。

### 初期国会での活動
1912年（民国元年）、南京に中華民国臨時政府が成立すると、湯化竜は法制局副総裁に任命された。しかし湯は辞退し、立憲派の要人たちと上海で共和建設討論会という組織を立ち上げた。さらに、日本に亡命していた梁啓超を領袖とし、梁の帰国を支援した。同年4月、湯は臨時参議院副議長に選出された。
同年5月、黎元洪を理事長とする共和党に湯化竜は幹事として参加した。その一方で、湯は共和建設討論会を6つの政治団体と合併させて別に民主党を組織し、その幹事長に就任した。1913年（民国2年）1月、湯は衆議院議員として当選し、共和党・統一党・民主党の支持の下で議長に当選した。
以後、湯化竜は袁世凱を支持する政治姿勢を更に鮮明にしていく。同年5月、上記3党の合併により進歩党が成立すると、湯は理事となる。二次革命（第二革命）でも、湯は袁を支持した。1914年（民国3年）5月、袁が国会を解散すると、湯は徐世昌内閣の教育総長兼学術委員長に就任した。
しかし1915年（民国4年）、袁世凱が皇帝即位に動くと、湯化竜はこれへの協力をボイコットする。9月には病気と称して天津に引きこもってしまった（10月、正式に教育総長を辞任）。さらに12月には上海に向かい、反袁活動に参加した。1916年（民国5年）3月19日、湯は電文により袁に退位を促す（その3日後に袁は退位）。同年5月には湖南将軍で弟の湯薌銘が反袁独立を行った。

### 安徽派の政客として
同年6月6日の袁世凱死後は、湯化竜は段祺瑞率いる安徽派の政客として活動する。8月に国会が再開されると、湯は衆議院議長に復帰した。9月、国民党議員が「憲法商榷会」を組織すると、湯は梁啓超の支持の下で対抗組織である「憲法研究会」を立ち上げた。特に、各省における省憲法制定の問題で憲法商榷会と対立し、湯は省憲法制定について反対の立場をとった。1917年（民国6年）、段祺瑞による西原借款や対ドイツ宣戦問題においても、湯はこれを支持した。しかし同年5月に段が黎元洪により罷免されると、湯も議長を辞任した。
同年7月に張勲が復辟に失敗し、段祺瑞が復権すると、湯化竜は内務総長に任命された。同年11月、直隷派の台頭に伴い、段祺瑞が再び国務総理を辞任する。短期間の汪大燮臨時内閣を経て、湯も辞任した。しかしこの後、段は腹心の徐樹錚や「安福倶楽部」の王揖唐らを信任し、湯を遠ざけるようになる。湯は失望して外遊の旅に出ることになった。米国に向かう途上の東京滞在中には、井土霊山に贈られた七絶に次韻を以て応えている。
1918年（民国7年）9月1日、訪問先のカナダ・ビクトリアで、湯化竜は国民党員により暗殺されてしまった。享年45（満43歳）。